# Cliffortia propinqua
Cliffortia propinqua är en rosväxtart som beskrevs av Christian Friedrich Frederik Ecklon och Zeyh.. Cliffortia propinqua ingår i släktet Cliffortia och familjen rosväxter. Inga underarter finns listade i Catalogue of Life.